# Макгинли, Райан
Райан Макгинли (англ. Ryan McGinley; род. 17 октября 1977 года) ― американский фотограф.

## Биография и творчество
Райн Макгинли родился в Рамси, штат Нью-Джерси. Он был младшим из восьми детей. В юности Райн тусовался со скейтбордистами, граффити-художниками, просто художниками и андеграундными музыкантами. Какое-то время Макгинли работал инструктором по сноуборду в Кэмпго-Маунтин, штат Нью-Джерси и участвовал в любительских соревнованиях на Восточном побережье США с 1992 по 1995 годы. Однако, в возрасте 20 лет, в 1997 году, он поступил в Школу дизайна Парсонса в Нью-Йорке. В следующем году он переехал в Ист-Виллидж и обклеил стены своей квартиры полароидными фотографиями всех своих знакомых и друзей.
Ещё будучи студентом Школы Парсонса, Макгинли начал экспериментировать с фотографией. В 1999 году он представил свои ранние работы в книге «The Kids Are Alright». Макгинли провёл свою первую публичную выставку в 2000 году на Западном Бродвее в Манхэттене, Нью-Йорк, в рамках опенинга DIY. Один экземпляр «The Kids Are Alright» был передан им учёному и куратору искусства Сильвии Вулф, которая позже организовала его персональную выставку в Музее американского искусства Уитни в 2003 году. Макгинли, которому тогда было 25 лет, стал одним из самых молодых художников, когда-либо представлявших свои работы в этом музее. Он также был назван «фотографом года» в 2003 году по версии журнала American Photo Magazine.
В эссе о Макгинли Вулф писала следующее: «Скейтбордисты, музыканты, художники-граффитисты и геи в ранних работах мистера Макгинли знают, что значит фотографироваться… Его модели выступают перед камерой и исследуют себя благодаря острому чувству самосознания, которое определённо современностью. Они разбираются в визуальной культуре, прекрасно понимают, что идентичность можно не только передать, но и создать с нуля. Они готовы сотрудничать». Будучи студентом в Парсонс, Макгинли также работал редактором фотографий в Vice Magazine с 2000 по 2002 год.
В 2007 году Макгинли был удостоен премии «Photographer Infinity Award» от Международного центра фотографии. В 2009 году фотограф был представлен на балу художников Совета молодых коллекционеров в Музее Гуггенхайма. В статье журнала GQ от 2014 года Макгинли был объявлен «самым значительным фотографом современной Америки».
Как фотограф, Райан Макгинли специализируется на портретной постановочной фотографии молодых людей обоего пола, часто принадлежащих к ЛГБТ-сообществу или молодёжным субкультурам. Он создал собственный узнаваемый стиль фотографии, позволяющий раскрыть характер модели и в то же время создавать визуально запоминающиеся образы.

## Книги
- The Kids Are Alright. New York: Handmade, 2002.
- Ryan McGinley (PS1 exhibition catalogue). New York: Flasher Factory, 2004. ISBN 0-9754527-1-1.
- Sun and Health. Paris: agnès b. Galerie du Jour, 2006. ISBN 2-906496-48-0.
- Moonmilk. London: Mörel, 2009. ISBN 978-1-907071-09-6.
- Life Adjustment Center. New York: Dashwood, 2010. ISBN 978-0-9844546-2-4.
- You and I. Santa Fe: Twin Palms, 2011. ISBN 978-1931885515.
- Whistle for the Wind. Milan: Rizzoli International, 2012. ISBN 978-0847838318.
- Way Far. Milan: Rizzoli International, 2015. ISBN 978-0847846917.
- The Journey is the Destination: the Ryan McGinley Purple Book. Paris: Purple Institute, 2013. Originally distributed with Purple Fashion issue 19.